# Южные 24 парганы
Южные 24 парганы (англ. South 24 Parganas, бенг. দক্ষিণ চব্বিশ পরগণা জেলা) — округ в индийском штате Западная Бенгалия. Образован в 1986 году. Расположен на юге Западной Бенгалии, в регионе Сундарбан. Административный центр округа — Алипур. На севере граничит с округом Колката, на северо-востоке и востоке — с округом Северные 24 парганы, на западе и северо-западе — с округами Хаура и Восточный Миднапур. Южная часть округа омывается водами Индийского океана.